# Telogalla olivieri
Telogalla olivieri är en svampart som tillhör divisionen sporsäcksvampar och som först beskrevs av Léon Vouaux och som fick sitt nu gällande namn av Nikolaus Hoffmann och Joseph Hafellner. 
Telogalla olivieri ingår i släktet Telogalla och familjen Verrucariaceae. Arten är reproducerande i Sverige.